# Liechtensteiner-Cup 1965-1966
La Liechtensteiner-Cup 1965-1966 è stata la 21ª edizione della coppa nazionale del Liechtenstein conclusa con la vittoria finale del Vaduz, al suo dodicesimo titolo.
Della competizione è noto solo il risultato della finale.

## Finale
| Vaduz | Vaduz | 7 – 0 | FC Schaan |  |